# Krokvice

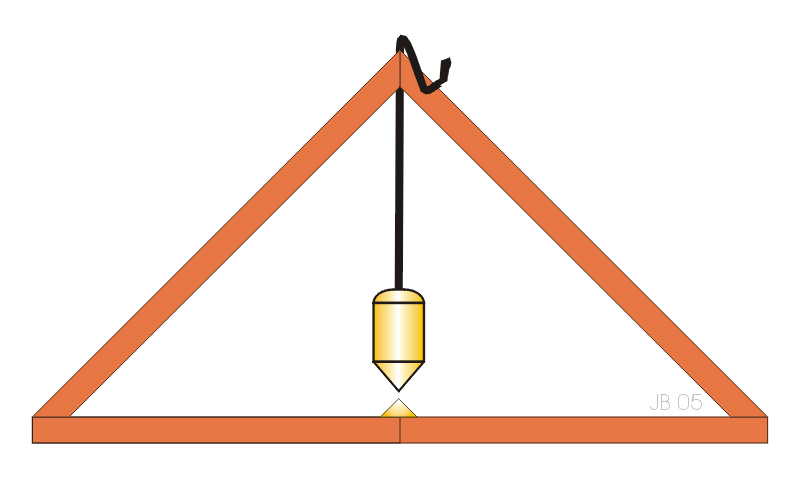
Princip krokvice

Krokvice je pomůcka k vytyčení vodorovného směru pomocí olovnice. Má tvar rovnoramenného trojúhelníku, z jehož vrcholu je spuštěna olovnice. Pokud olovnice míří na střed přepony, je přepona vodorovně. Dnes je nahrazena modernější a přesnější vodováhou.
Složitější krokvice byla vybavena úhloměrnou stupnicí, a tak bylo možné s její pomocí buď určovat sklon nebo jej vytyčovat.

## Galerie

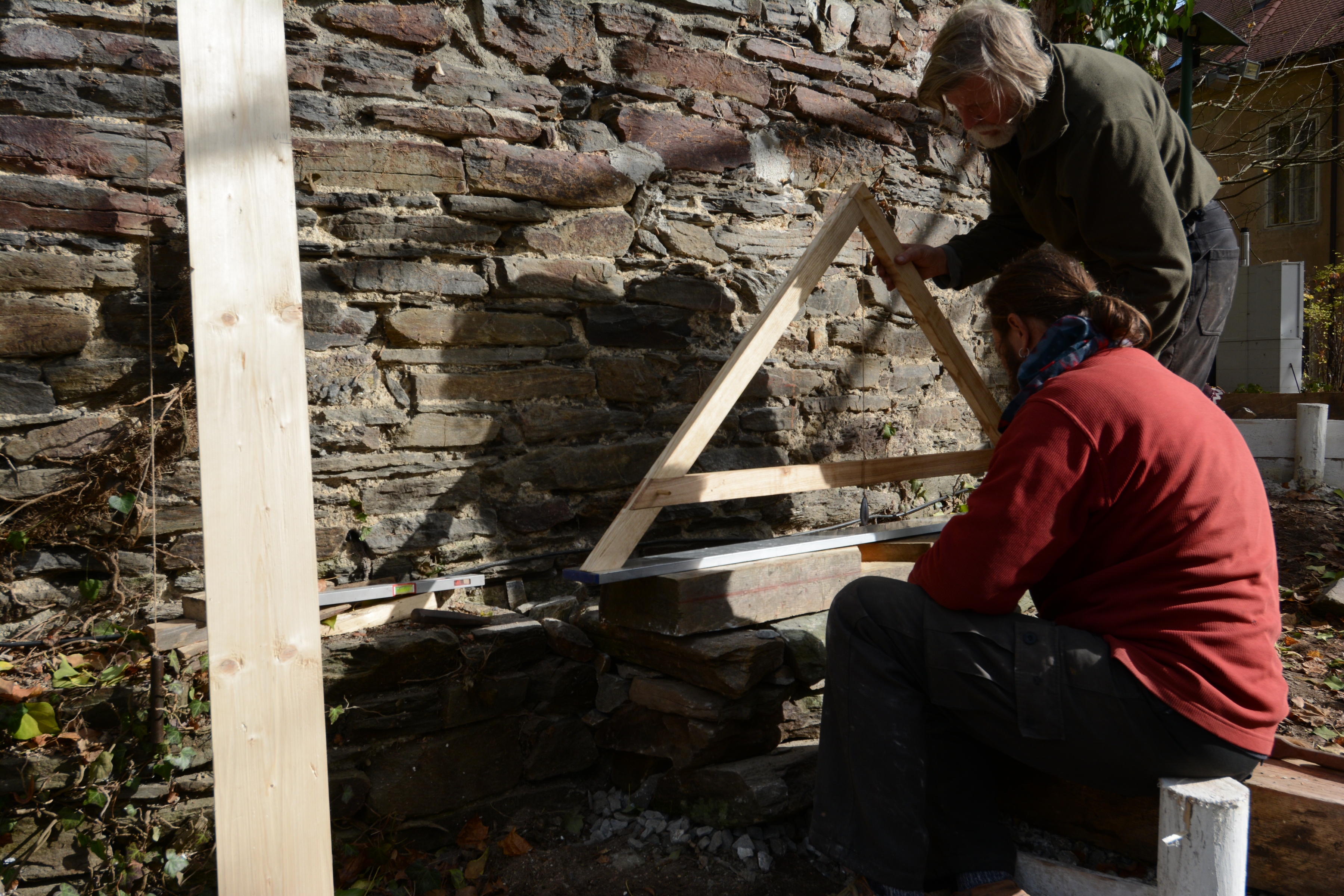
Urovnávání trámu do vodorovné polohy pomocí krokvice.
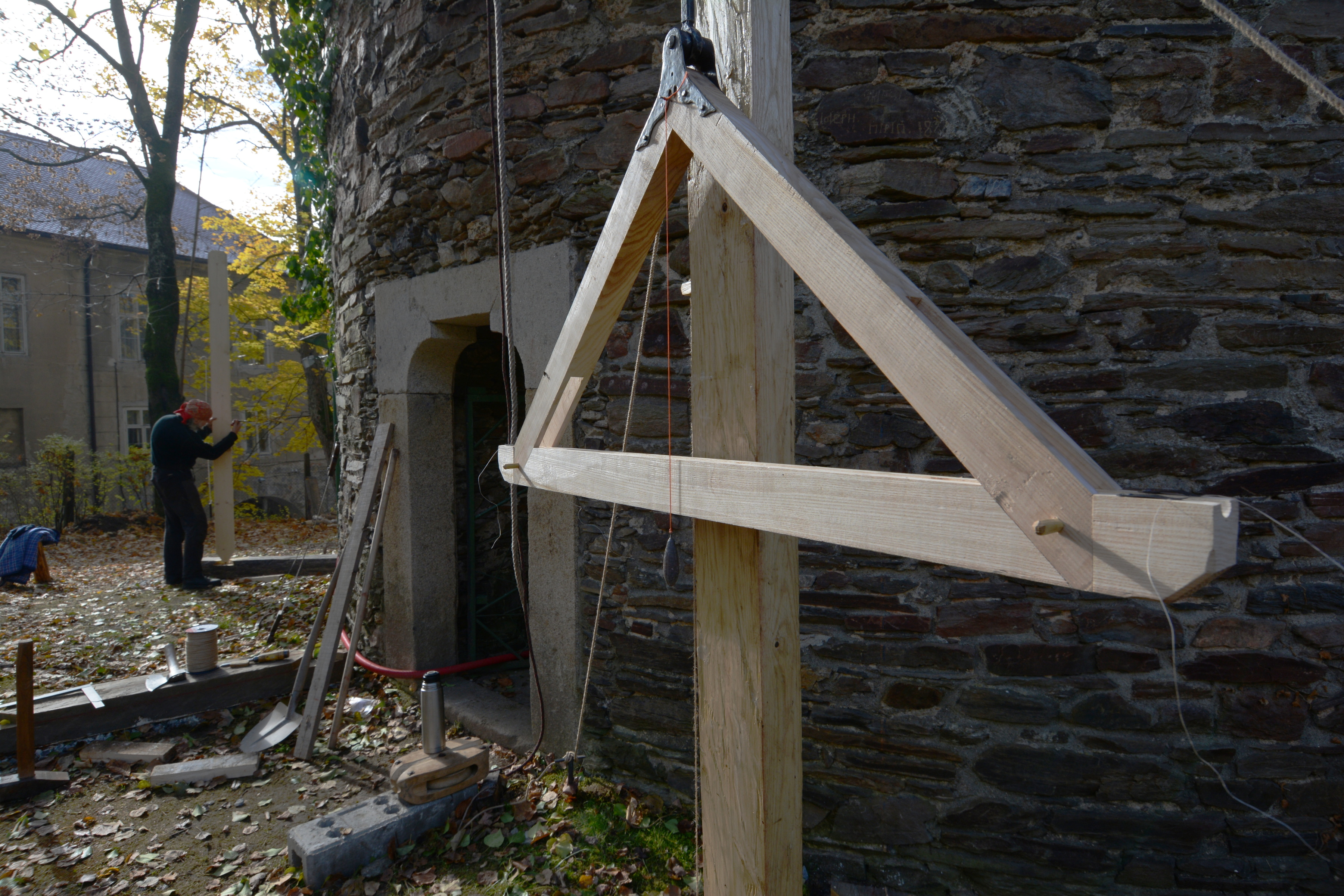
Nivelace základů lešení pomocí zavěšené krokvice podle Taccoly (1430).
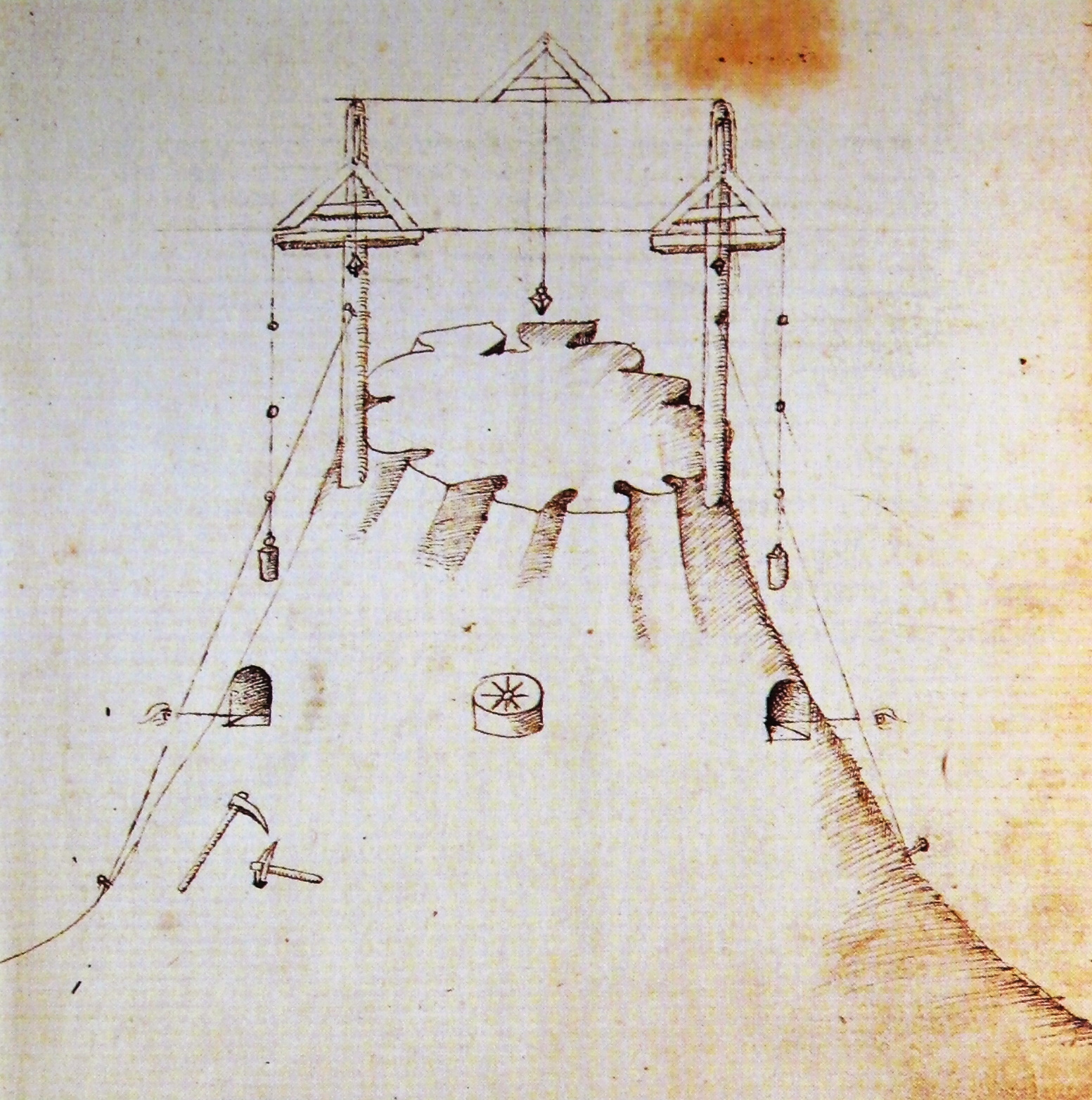
Řešení složitější vytyčovací úlohy pomocí krokvice  podle Taccoly (1430).
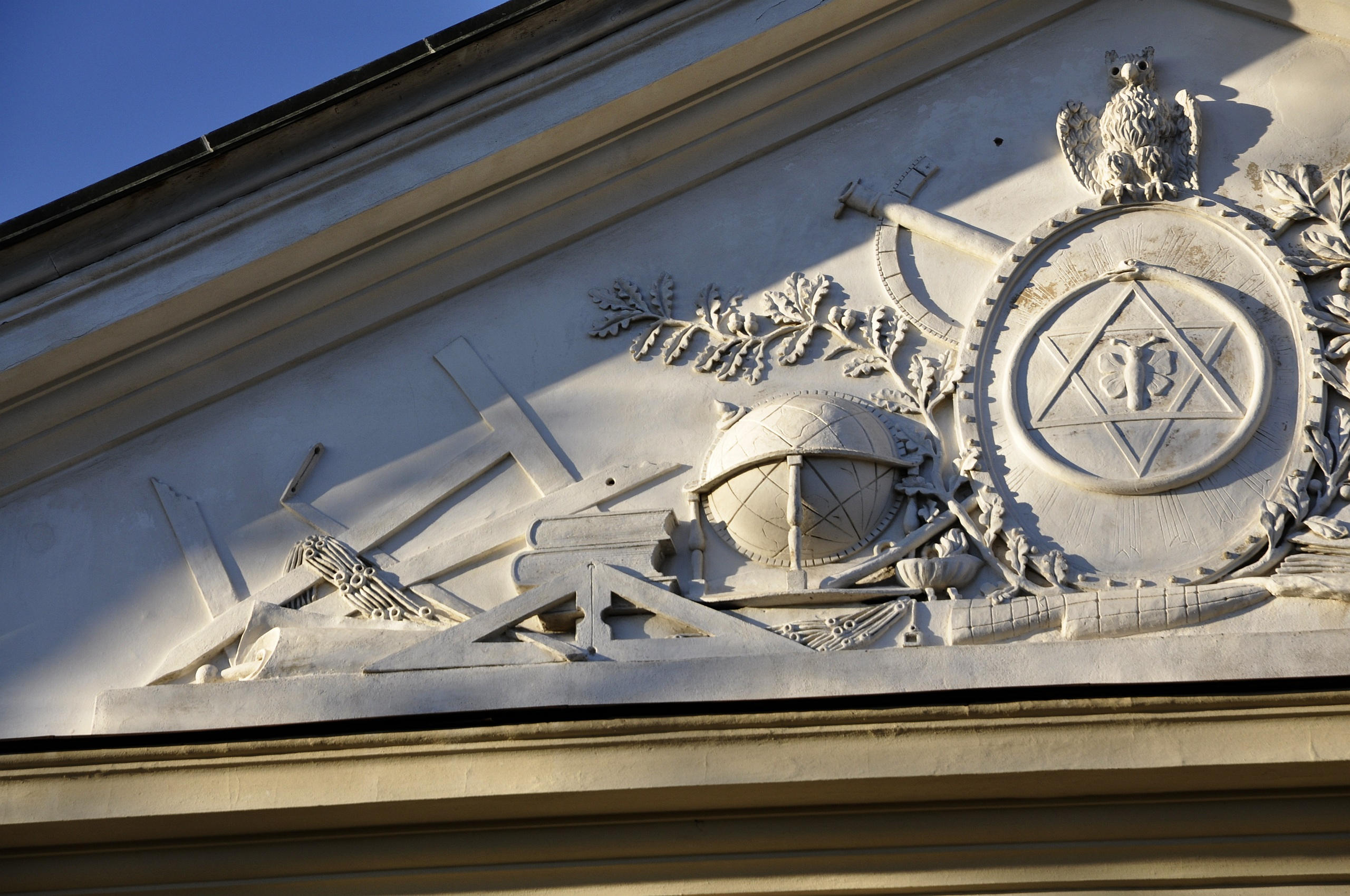
Měřické pomůcky zobrazené na štítu zámku Kačina, v popředí krokvice.